# Српско питање у Хрватској
Српско питање у Хрватској је историографски и политиколошки појам којим се означава скуп специфичних питања која се односе на решавање политичког и друштвеног положаја српског народа у Хрватској. Током 19. века, међу националистички оријентисаним хрватским политичарима у Загребу, дошло је до формиања посебног етнополитичког програма, засниваног на тежњи ка сузбијању националног и културног развоја Срби у Хрватској, са циљем њихове постепене хрватизације или у крајњем случају прогона са простора Хрватске, Славоније, Далмације и Војне крајине. Такве замисли су попримиле радикалне размере током Другог светског рата, када је над српским народом на ширем простору тадашње Независне Државе Хрватске (1941—1945) извршен геноцид. Слична стратегија је примењена и након распада Југославије, када је дошло до протеривања великог дела српског народа са подручја новостворене државе Хрватске (1995).

## Предисторија
Доласком Турака на Балкан средином 14. века, започињу велике миграције хришћанског, а највише српског, становништва ка северу и западу Балканског полуострва. Средњовековна Србија је 1350-их година била на врхунцу моћи, у време владавине цара Душана Силног. Њега је наследио син цар Урош Нејаки, када се српско царство урушава и распада. Српска држава је након Косовског боја 1389. године доживела свој велики пораз, а Турци надиру даље са својим освајањима. Иако је Срба у Далмацији, Славонији и Дубровнику било и пре Косовског боја 1389.
У својим новоосвојеним земљама Турци су захтевали од локалног становништва да пређу у ислам, и спроводили су терор и страховладу.
Бројни Срби у Османском царству нису желели да прихвате ислам, већ су кретали ка Аустроугарској монархији, која их је примала на своје територије и давала им извесне повластице, али су морали да ратују, као њени војници, за интерес германске царевине. Аустроугарска монархија је формирала подручје према Турској, под називом Војна крајина. Хрвати у Аустроугарској монархији нису имали иста права као Срби у Војној крајини током 17, 18. и 19. века.

## Војна крајина
Војна крајина је била посебна територија Хабзбуршке монархије под управом хабзбуршке војске, са потпуном цивилном и војном влашћу до њеног укидања. Хрватска војна крајина је обухватала Лику, Кордун и Банију, док је Славонска војна крајина обухватала Славонију и Срем.
Цар Фердинанд II доноси 1630. године Влашки статут (лат. Statuta Valachorum), декрет којим су одређена права „Влаха” (термин је кориштен за заједнице православних избјеглица, првенствено Србе) у Војној крајини, на начин да се стављају под директну управу Беча, уклањајући надлежност Хрватског сабора. Бечки двор је установио пуно закона везаних за подручје Војне крајине, од којих су најзначајнији „Војно-граничарска права” (1754) и „Крајишки темељни закон” (1807), ту су регулисана права и обавезе на имањима Срба Крајишника, где су Срби Крајишници уживали већа права него хрватски кметови — али Крајишници су та права плаћали животима, јер је требало ратовати за интересе Беча и Будимпеште.
Хрватска и Славонска војна крајина, први и посљедњи окрузи Војне крајине, декретом су 15. јула 1881. године ушле у састав Краљевине Хрватске и Славоније, процес придружења је почео 1. августа 1881, када је хрватски бан Ладислав Пејачевић преузео команду кад Загребачким генералатом.

## Други светски рат и НДХ
Срби су дошли у наше крајеве с турским четама, као пљачкаши, као талог и смеће Балкана. Не можемо допустити да у нашој народној држави владају два народа. Један је Бог и један је народ који влада, а то је хрватски народ.— др Мирко Пук, министар правосуђа НДХ, у Крижевцима, 6. јул 1941.
Процењује се да је на територији Независне Државе Хрватске живело преко 30 % Срба. У току Другог светског рата, када је подручје некадашње Војне крајине потпало под контролу усташког Загреба, односно ушло у састав НДХ, решавање српског питања у Хрватској достигло је свој врхунац. У те четири ратне године 1941—1945. на територији НДХ убијено је преко 1.000.000 православних Срба, преко 400.000 Срба је прогнано (већином источно од реке Дрине), а 200.000 Срба православаца је покрштено, тј. преведено у католичку веру.
У том периоду НДХ, Миле Будак усташки министар у влади НДХ, у Госпићу 22. јуна 1941. говори своју чувену реченицу:
Један дио Срба ћемо побити, други раселити, а остале ћемо превести у католичку вјеру и тако их претопити у Хрвате.
Заправо то је у једној реченици и суштина решавања српског питања у Хрватској.
Усташке власти у НДХ су имале велику помоћ Ватикана, а органзивали су велики број концентрационих логора смрти, где су на најмонструонзнији начин убијале на стотине хиљада Срба, Јевреја и Рома. У тим покољима је учествовало више од 2.000 фратара (католичких свештеника). Усташке власти су посебну пажњу усмериле на истребљење Српске православне цркве и свештенства СПЦ. У доба НДХ убијено је преко 200 свештеника СПЦ.

## СФРЈ
У доба социјалистичке Југославије коју је предводио Хрват, Јосип Броз Тито, споровођена је идеја братства и јединства свих народа у Југославији, а највише Срба и Хрвата, као најбројнијих народа. У Уставу СР Хрватске 1945—1990. године, због своје антифашистичке борбе у Другом светском рату, Срби у Хрватској су имали гарантовану конститутивност.
Међутим, и поред тога трајала је тиха асимилација Срба у СР Хрватској.

### Хрватско пролеће
Почетком 1971. године у СР Хрватској, а једним делом у југозападном делу СР Босне и Херцеговине, букнуо је хрватски националистички покрет Хрватско прољеће, симболично назван МАСПОК. Главне вође овог покрета били су: Савка Дабчевић-Кучар, Мико Трипало, Фрањо Туђман, Јанко Бобетко, Дражен Будиша... Овај покрет је имао изразито национални предзнак и жељу да се промени територијална подела Југославије, односно издвајање СР Хрватске од Југославије.

## Рат, Бљесак и Олуја
Избацивањем Срба из Устава СР Хрватске крајем децембра 1990. године започело је коначно решавање српског питања у Хрватској. Нове „демократске” власти у Загребу које је предводио хрватски председник Фрањо Туђман, показале су јасно од самог почетка своје шовинистичке намере и антисрпски став.

Сретан сам што ми жена није ни Српскиња ни Жидовка.— др Фрањо Туђман, 1991.
Нека Срби иду из Хрватске у Србију али нека за собом понесу онолико земље колико су приликом доласка донели са својим опанцима.— Стипе Месић, 1991.
Прво је Влада Хрватске октобра 1990. године, почела илегалан увоз наоружања из бивших земаља Варшавског уговора, као и прекоморских земаља, а током пролећа 1991. формирање и својих војних снага, и проширивање резервног састава полиције.
Започет је и медијски односно пропагандно-психолошки рат против свега што има везе са Србима и Југославијом. Убрзо је кренуо и рат, односно напад на касарне Југословенске народна армије и упад у српска села и насеља. Чак и тамо где није било рата Срби су били изложени великим притисцима, и претњама.
У том рату Срби у Хрватској су крајем 1991. створили државу Републику Српску Крајину, која је била и под надзором међународних снага — Унпрофора.
Дана 1. маја 1995. хрватске војне и полицијске снаге напале су Западну Славонију (операција „Бљесак”), протерале више од 15.000 Срба, а убили око 300. Неколико стотина их је заробљено и мучено у логорима.
Дана 4. августа 1995. хрватска војска и полиција, заједно са муслиманским 5. корпусом Армије РБиХ и НАТО авијацијом, започиње операцију „Олуја”, када је у 4 дана прогнано око 250.000 Срба са подручја РСК: Северне Далмације, Лике, Баније и Кордуна. Око 2.000 Срба је убијено у Олуји. Уништено је 25.000 кућа.

## Закључак
С обзиром да се према пописима становништва из 1931, 1991, 2001. види радикално смањење српске популације на подручју Хрватске, као резултат убијања, прогона и прекрштавања, може се рећи да је српско питање у Хрватској након Олује решено. Јер број Срба није већи од 3-4%. Тиме је Хрватска постала етнички једна од најчистијих држава у Европи.
Хрватске власти у Загребу ни до данас нису процесуирале многе хрватске војнике, полицајце и цивиле, учеснике рата, под изговором да Хрвати не могу да почине злочине. Још 1992. године је у Сабору изгласан „Закон о опросту”, који је све починиоце ратних злочина аболирао.